# リバティフライツ
リバティフライツ(LibertyFlights)は
イギリス生まれの電子タバコ会社。2009年創業の老舗の電子タバコブランドの一つである。
ヨーロッパを中心として世界40か国で販売を展開し、海外での電子タバコブームの波に乗り成長を続けている。
イギリスでは主にニコチン入りリキッドを販売し、定番リキッドや、新作のリキッドを作り続けて多くのファンに愛されている。
リキッドはタバコ、メンソール、フルーツ、スイーツ、カクテルなど様々なジャンルに分けられ、その種類は50種類以上の取り扱いがある。
煙を多く出すタイプのリキッドではなく、純粋に電子タバコの味を引き出すタイプが多く作られている。
近年、日本では日本公式サイトが立ち上がっており、個人輸入代行で購入できる。
最近ではニコチンの入っていないタイプのリキッドを、日本の家電量販店などで目にする機会も増えてきた。